# District fédéral extrême-oriental
Le district fédéral extrême-oriental (en russe : Дальневосточный федеральный округ, Dalnevostotchny federalny okroug) est l'un des huit districts fédéraux de Russie. Il constitue une région plus vaste que celle baptisée Extrême-Orient russe, dans l'Est de la Russie qui, elle, débute à l'est du fleuve Léna. Sa capitale est Vladivostok.

## Caractéristiques
Depuis le décret présidentiel du 4 novembre 2018, la Bouriatie et le kraï de Transbaïkalie sont rattachés au district fédéral extrême-oriental, qui s'étend désormais sur 6 952 555 km2 (soit plus du tiers du territoire de la Fédération, le plus grand des districts). En décembre 2018, la capitale du district fédéral a été transférée de Khabarovsk à Vladivostok.
Le district fédéral est administré par un représentant (polpred) nommé par le président de la fédération de Russie et dont le rôle est de veiller au respect du droit fédéral.
Le 15 juillet 2022, la première autoroute à grande vitesse a été ouverte dans le district fédéral extrême-oriental. Il réunissait trois autoroutes fédérales - Oussouri (Khabarovsk - Vladivostok), Amour (Tchita - Khabarovsk) et Vostok (Khabarovsk - Nakhodka), une route reliant la capitale régionale à Komsomolsk-sur-l'Amour, ainsi que des sites du territoire du développement socio-économique avancé (SAD).

### Indice de fécondité
| Année | Fécondité | Fécondité urbaine | Fécondité rurale |
| ----- | --------- | ----------------- | ---------------- |
| 1990  | 2,07      | 1,88              | 2,80             |
| 1991  | 1,87      | 1,67              | 2,64             |
| 1992  | 1,63      | 1,44              | 2,38             |
| 1993  | 1,46      | 1,28              | 2,16             |
| 1994  | 1,49      | 1,31              | 2,18             |
| 1995  | 1,42      | 1,25              | 2,03             |
| 1996  | 1,33      | 1,18              | 1,90             |
| 1997  | 1,27      | 1,14              | 1,76             |
| 1998  | 1,30      | 1,17              | 1,77             |
| 1999  | 1,21      | 1,09              | 1,65             |
| 2000  | 1,26      | 1,14              | 1,69             |
| 2001  | 1,32      | 1,21              | 1,74             |
| 2002  | 1,39      | 1,28              | 1,84             |
| 2003  | 1,45      | 1,33              | 1,92             |
| 2004  | 1,48      | 1,38              | 1,86             |
| 2005  | 1,42      | 1,32              | 1,79             |
| 2006  | 1,42      | 1,32              | 1,76             |
| 2007  | 1,52      | 1,39              | 1,95             |
| 2008  | 1,56      | 1,44              | 1,96             |
| 2009  | 1,62      | 1,50              | 2,03             |
| 2010  | 1,63      | 1,49              | 2,10             |
| 2011  | 1,66      | 1,49              | 2,28             |
| 2012  | 1,78      | 1,61              | 2,49             |
| 2013  | 1,81      | 1,60              | 2,71             |
| 2014  | 1,87      | 1,64              | 2,88             |
| 2015  | 1,89      | 1,73              | 2,59             |
| 2016  | 1,86      | 1,71              | 2,49             |
| 2017  | 1,73      | 1,59              | 2,29             |
| 2018  | 1,74      |                   |                  |
| 2019  | 1,67      |                   |                  |

### Structure par âge en 2010
| Total    | Total     | Total    |
| 0-14 ans | 15-64 ans | + 65 ans |
| -------- | --------- | -------- |
| 16,3 %   | 74,1 %    | 9,6 %    |
| Urbain   |           |          |
| 0-14 ans | 15-64 ans | + 65 ans |
| 15,3 %   | 74,9 %    | 9,8 %    |
| Rural    |           |          |
| 0-14 ans | 15-64 ans | + 65 ans |
| 19,3 %   | 71,9 %    | 8,8 %    |

### Âge médian en 2010
| Total    | Total  | Total  |
| Ensemble | Hommes | Femmes |
| -------- | ------ | ------ |
| 35,9     | 33,4   | 38,4   |
| Urbain   |        |        |
| Ensemble | Hommes | Femmes |
| 36,2     | 33,8   | 38,6   |
| Rural    |        |        |
| Ensemble | Hommes | Femmes |
| 34,7     | 32,1   | 37,6   |

## Subdivisions
Le tableau suivant montre les sujets fédéraux du district fédéral extrême-oriental sur une carte, ainsi que leurs drapeaux, leurs noms et les noms de leurs capitales.
|                                                                                       | Carte | Drapeau                                    | Sujet fédéral                     | Capitale                  |
| ------------------------------------------------------------------------------------- | ----- | ------------------------------------------ | --------------------------------- | ------------------------- |
| Carte du district fédéral extrême-oriental présentant le découpage en sujets fédéraux | 1     | Drapeau de l'oblast de l'Amour             | Oblast de l'Amour                 | Blagovechtchensk          |
| Carte du district fédéral extrême-oriental présentant le découpage en sujets fédéraux | 2     |                                            | République de Bouriatie           | Oulan-Oude                |
| Carte du district fédéral extrême-oriental présentant le découpage en sujets fédéraux | 3     | Drapeau de l'oblast autonome juif          | Oblast autonome juif              | Birobidjan                |
| Carte du district fédéral extrême-oriental présentant le découpage en sujets fédéraux | 4     |                                            | Kraï de Transbaïkalie             | Tchita                    |
| Carte du district fédéral extrême-oriental présentant le découpage en sujets fédéraux | 5     | Drapeau du kraï du Kamtchatka              | Kraï du Kamtchatka                | Petropavlovsk-Kamtchatski |
| Carte du district fédéral extrême-oriental présentant le découpage en sujets fédéraux | 6     | Drapeau de l'oblast de Magadan             | Oblast de Magadan                 | Magadan                   |
| Carte du district fédéral extrême-oriental présentant le découpage en sujets fédéraux | 7     | Drapeau du kraï du Primorie                | Kraï du Primorie                  | Vladivostok               |
| Carte du district fédéral extrême-oriental présentant le découpage en sujets fédéraux | 8     | Drapeau de la République de Sakha          | République de Sakha (ou Iakoutie) | Iakoutsk                  |
| Carte du district fédéral extrême-oriental présentant le découpage en sujets fédéraux | 9     | Drapeau de l'oblast de Sakhaline           | Oblast de Sakhaline               | Ioujno-Sakhalinsk         |
| Carte du district fédéral extrême-oriental présentant le découpage en sujets fédéraux | 10    | Drapeau du kraï de Khabarovsk              | Kraï de Khabarovsk                | Khabarovsk                |
| Carte du district fédéral extrême-oriental présentant le découpage en sujets fédéraux | 11    | Drapeau du district autonome de Tchoukotka | District autonome de Tchoukotka   | Anadyr                    |

L'oblast autonome juif est le seul oblast autonome de la fédération de Russie.
L'oblast de Sakhaline comprend l'île de Sakhaline ainsi que les îles Kouriles.

## Principales villes
| 1  | Khabarovsk                | 617 168 |
| 2  | Vladivostok               | 603 519 |
| 3  | Oulan-Oudé                | 437 565 |
| 4  | Iakoutsk                  | 355 443 |
| 5  | Tchita                    | 334 427 |
| 6  | Blagovechtchensk          | 241 437 |
| 7  | Komsomolsk-sur-l'Amour    | 236 158 |
| 8  | Ioujno-Sakhalinsk         | 181 587 |
| 9  | Oussouriïsk               | 180 393 |
| 10 | Petropavlovsk-Kamtchatski | 164 900 |